# Анна София Шварцбург-Рудольштадтская
А́нна Со́фия Шва́рцбург-Рудольшта́дтская (нем. Anna Sophia von Schwarzburg-Rudolstadt; 9 сентября 1700, Рудольштадт, Княжество Шварцбург-Рудольштадт — 11 декабря 1780, Рёмхильд, Герцогство Саксен-Кобург-Заальфельд) — принцесса из Шварцбургского дома, дочь Людвига Фридриха I, князя Шварцбург-Рудольштадта. Жена герцога Франца Иосии; в замужестве — герцогиня Саксен-Кобург-Заальфельда. Потомками герцогини являются правящие монархи Бельгии и Великобритании.

## Биография

### Происхождение
Анна София родилась 9 сентября 1700 года в Рудольштадте. Она была девятым ребёнком и шестой дочерью в многодетной семье Людвига Фридриха I, князя Шварцбург-Рудольштадта  и Анны Софии Саксен-Гота-Альтенбургской, принцессы из дома Веттинов. По отцовской линии приходилась внучкой Альберту Антону, графу Шварцбург-Рудольштадта и Эмилии Юлиане Барби-Мюхлингенской, немецкой поэтессе и аристократке из рода Арнштейнов. По материнской линии была внучкой Фридриха I, герцога Саксен-Гота-Альтенбурга и Магдалины Сибиллы Саксе-Вейсенфельской, принцессы из дома Веттинов.

### Брак и потомство
В Рудольштадте 2 января 1723 года принцесса Анна София сочеталась браком с Францем Иосией, герцогом Саксен-Кобург-Заальфельдским из дома Веттинов. После свадьбы супруги переехали в Кобург, откуда до 1745 года муж Анны Софии правил феодом, вместе с братом, после смерти которого он стал единоличным правителем герцогства. В этом браке родились восемь детей:
- Эрнст Фридрих (08.03.1724 — 08.09.1800), герцог Саксен-Кобург-Заальфельда, 23 апреля 1749 года в Вольфенбюттеле сочетался браком с Софией Антонией Брауншвейг-Вольфенбюттельской (13/23.01.1724 — 17.05.1802), принцессой из дома Вельфов;
- Иоганн Вильгельм (11.05.1726 — 04.06.1745), принц Саксен-Кобург-Заальфельда, офицер имперской армии, погиб в битве при Гогенфридберге во время Второй Силезской войны, в браке не состоял, потомства не оставил;
- Анна София (03.09.1727 — 10.11.1728), принцесса Саксен-Кобург-Заальфельда, умерла вскоре после рождения;
- Кристиан Франц (25.01.1730 — 18.09.1797), принц Саксен-Кобург-Заальфельда, офицер имперской армии, один из учредителей ордена Святого Иоахима, в браке не состоял, потомства не оставил;
- Шарлотта София (24.09.1731 — 02.08.1810), принцесса Саксен-Кобург-Заальфельда, 13 мая 1755 года в Шверине сочеталась браком с  Людвигом (06.08.1725 — 12.09.1778), наследным принцем Мекленбург-Шверина;
- Фридерика Магдалина (21.08.1733 — 29.03.1734), принцесса Саксен-Кобург-Заальфельда, умерла в младенческом возрасте;
- Фридерика Каролина (24.06.1735 — 18.02.1791), принцесса Саксен-Кобург-Заальфельда, 22 ноября 1754 года в Кобурге сочеталась браком с Карлом Александром (24.02.1736 — 05.01.1806), маркграфом Бранденбург-Ансбаха;
- Фридрих Иосия (26.12.1737 — 26.02.1815), принц Саксен-Кобург-Заальфельда, заключил морганатический брак со своей экономкой Терезой Штоффек, родившийся в этом браке единственный сын получил титул барона фон Рохманна.

### Смерть
Анна София овдовела  16 сентября 1764 года. Она умерла в Рёмхильде 11 декабря 1780 года и была похоронена рядом с супругом в церкви Святого Маврикия в Кобурге.